# Lagosanto
Lagosanto (emilián nyelven Lagh) település Olaszországban, Emilia-Romagna régióban, Ferrara megyében. Lakosainak száma 4718 fő (2023. január 1.). Lagosanto Codigoro, Fiscaglia, Comacchio és Ostellato községekkel határos.

## Népesség
A település lakossága az elmúlt években az alábbi módon változott:
| Lakosok száma | 4874 | 4844 | 4718 |
|               | 2017 | 2018 | 2023 |